# جیمز باند

نماد رسمی فیلمهای مأمور ۰۰۷

جیمز باند ۰۰۷ (به انگلیسی: James Bond 007) نام شخصیتی داستانی است که توسط یان فلمینگ در سال ۱۹۵۳ خلق گردیده و در ۱۲ رمان و ۲ داستان کوتاه حضور داشته‌است. این شخصیت همچنین در صنعت سینما طولانی‌ترین و پولسازترین شخصیت به زبان انگلیسی بوده‌است که تاکنون از روی آن فیلم ساخته‌اند. اولین فیلم ساخته شده از این شخصیت، فیلم دکتر نو در سال ۱۹۶۲ می‌باشد.
پس از مرگ فلمینگ در سال ۱۹۶۴ میلادی، رمانهای جیمز باند توسط اشخاص دیگری مانند کینگسلی آمیس، جان گاردنر، ریموند بنسون و سباستین فالکز نوشته شد. علاوه بر این کریستوفر وود دو فیلمنامه نوشت. اشخاص دیگری نیز کارهایی مشابه انجام می‌دادند. از این شخصیت تا به حال ۲۳ فیلم ساخته شده‌است که آخرین آن فیلم زمانی برای مردن نیست که در  سال ۲۰۲۱ پخش شده است. شش بازیگری که در نقش قهرمان مجموعه فیلمهای جیمز باند نقش آفرینی کرده‌اند عبارت‌اند از: شان کانری، جورج لازانبی، راجر مور، تیموتی دالتون، پیرس برازنن و دنیل کریگ که بازیگر نقش جیمز باند در حال حاضر می‌باشد. براساس نظرسنجی‌های انجام شده دنیل کریگ و شان کانری محبوب‌ترین بازیگر برای نقش جیمز باند در تاریخ فیلم‌های این شخصیت می‌باشند، در مراسم افتتاحیه المپیک ۲۰۱۲ نیز دنیل کریگ در نقش جیمز باند به صورت نمادین ملکه انگلستان را از کاخ باکینگهام تا محل برگزاری مراسم افتتاحیه همراهی می‌کرد.